# Strasburg
Strasburg (fr. Strasbourg, wym. {{#parsoid\0fragment:0}}stʁazˈbuʁ{{#parsoid\0fragment:1}}ⓘ; niem. Straßburg, wym. [ˈʃtʁa:sbʊɐ̯k]; alz. Strossburi, wym. [ˈʃd̥rɔ:sb̥uri]; łac. Argentoratum, później Stratœburgus) – miasto w północno-wschodniej Francji, położone przy granicy niemieckiej na Renie. Miasto jest stolicą i głównym ośrodkiem gospodarczym regionu Grand Est i departamentu Dolny Ren. W Strasburgu swoją siedzibę mają m.in. Rada Europy, Europejski Trybunał Praw Człowieka, Parlament Europejski oraz Eurokorpus. Do 31 stycznia 2009 w mieście działał polski konsulat generalny.
Nazwa miasta zawierająca człon Strass- świadczy o położeniu przy rzymskiej drodze bitej (łac. strata via oznacza „droga brukowana”).

## Historia
- W starożytności osada celtycka
- Założenie miasta w 12 r. p.n.e.
- W 500 Strasburg wszedł w skład państwa Franków
- W 974 otrzymał prawo bicia własnej monety
- W 1262 Strasburg zyskał status wolnego miasta Rzeszy
- W sierpniu 1681 Strasburg został przyłączony przez Ludwika XIV do Francji (nie tracąc jednak statusu wolnego miasta)
- W 1792 w Strasburgu Claude Joseph Rouget de Lisle napisał Marsyliankę
- Podczas rewolucji francuskiej Strasburg stracił status wolnego miasta
- Bitwa pod Strasburgiem (1870)
- Po wojnie francusko-pruskiej w 1871 Strasburg został przyłączony do Cesarstwa Niemieckiego, po czym powstało Nowe Miasto[3]
- Po zakończeniu I wojny światowej, w 1918, Strasburg ponownie przejęli Francuzi
- Podczas II wojny światowej w 1940 Strasburg został przejęty przez III Rzeszę
- Strasburg został wyzwolony spod okupacji niemieckiej przez 2 Dywizję Pancerną gen. Philippe'a Leclerca de Hauteclocque'a 23 listopada 1944 i zwrócony Francji
- Utworzenie w 1949 Rady Europy z siedzibą w Strasburgu
- W 1959 utworzenie Europejskiego Trybunału Praw Człowieka z siedzibą w Strasburgu
- W 1979 pierwsza sesja Parlamentu Europejskiego w Strasburgu
- W 1992 Strasburg został wybrany siedzibą Parlamentu Europejskiego
- W 1998 ukończono budowę nowego gmachu Parlamentu Europejskiego

## Geografia

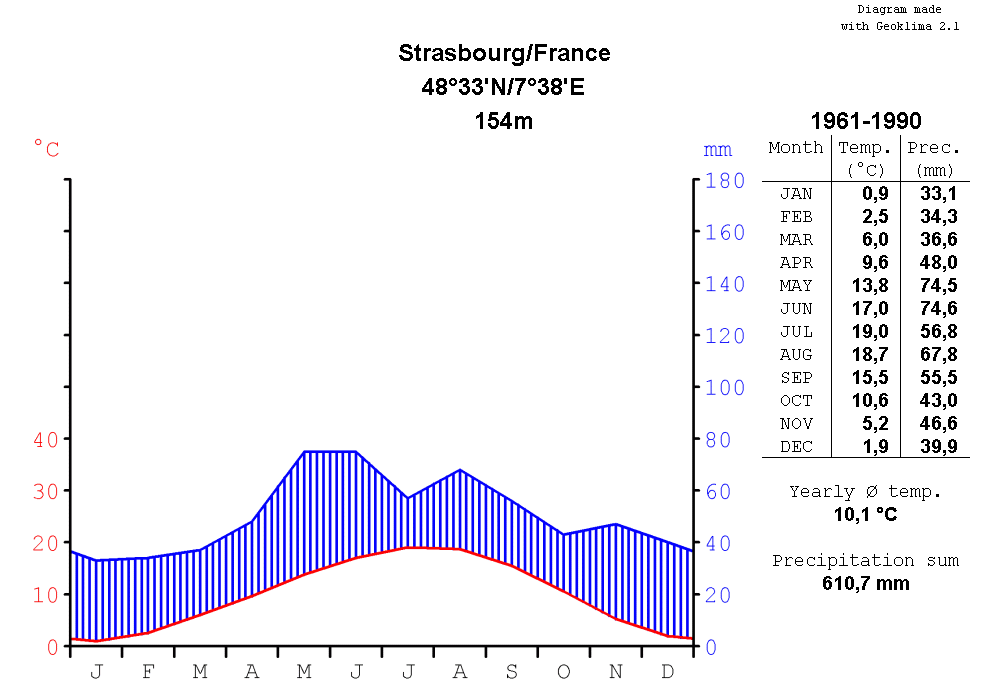
Klimat Strasburga

### Demografia
Według danych na rok 2008 gminę zamieszkiwało 272 975 osób, a gęstość zaludnienia wynosiła 3488 osób/km².

### Klimat
Kontynentalny łagodny.

### Rzeki
- Ren
- Ill

## Gospodarka
Strasburg jest dużym ośrodkiem gospodarczym i naukowo-kulturalnym. Od roku 1949 mieści się tu siedziba Rady Europy i od 1979 Parlamentu Europejskiego.
- Przemysł: poligraficzny, elektromaszynowy, środków transportu, budowlany, spożywczy (zob. m.in. browar Kronenbourg),
- Banki i ubezpieczenia,
- Ważny port śródlądowy,
- Turystyka.

Zlokalizowana jest tu m.in. fabryka automatycznych skrzyń biegów General Motors.

## Transport

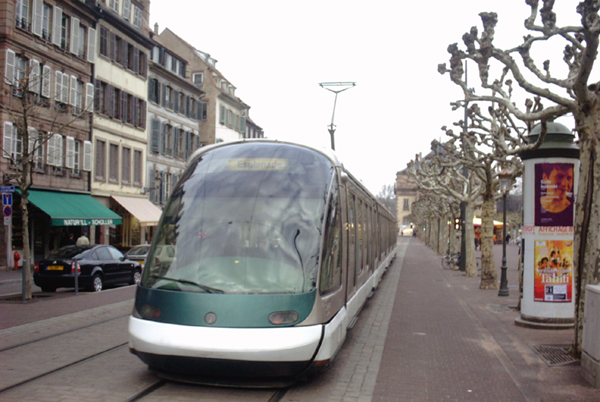
Tramwaj Eurotram w Strasburgu

### Port lotniczy
- Entzheim

## Oświata

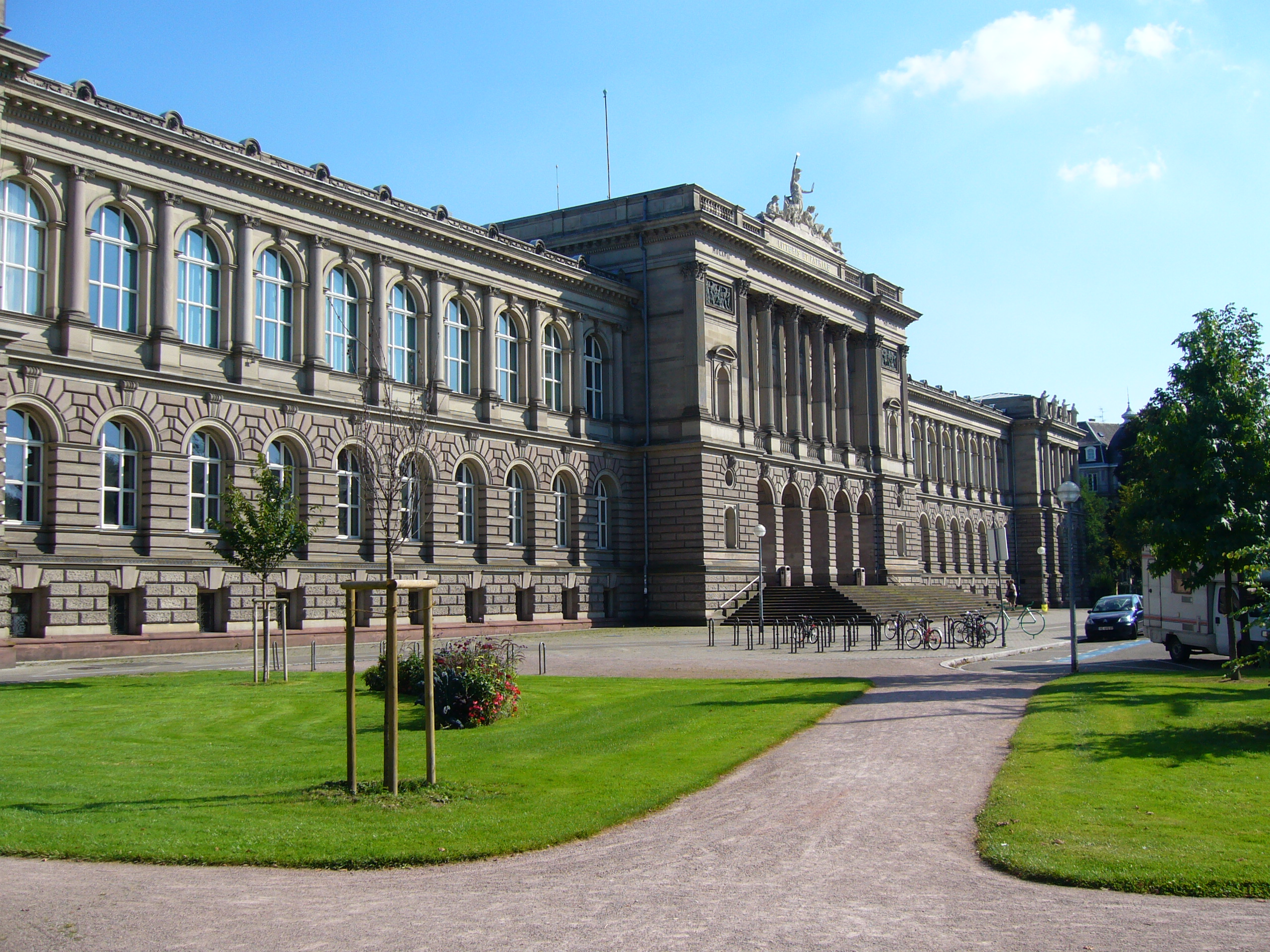
Université de Strasbourg II

Uniwersytet Strasburski składa się z trzech uczelni:
- I – Université Louis-Pasteur, medycyna, nauki ścisłe i techniczne
- II – Université Marc Bloch, humanistyka
- III – Université Robert Schuman, prawo, politologia, ekonomia
- EM Strasbourg Business School

## Atrakcje turystyczne
Zabytkowe śródmieście Strasburga (Grande île) zostało w 1988 roku wpisane przez UNESCO na listę światowego dziedzictwa kulturowego ludzkości.
W przeszłości miasto nosiło przydomek „miasta tysiąca kościołów” z powodu swoich licznych klasztorów, kongregacji, kościołów, synagog itp. Oprócz tego Strasburg stanowił aż do XVIII wieku ważny ośrodek teologiczny.
Centrum miasta znajduje się na swego rodzaju wyspie, otoczonej ze wszystkich stron kanałami. Zabytkowe monumentalne budowle zbudowane są z typowego dla tego regionu czerwonego piaskowca. Najbardziej znana jest katedra Notre Dame, a w niej wciąż działający zegar astronomiczny. Fundacja l’Oeuvre Notre-Dame opiekuje się kościołem od 1015 r.
Na wysepkach poprzecinanych kanałami leży Petite France, okolica z charakterystyczną zabytkową zabudową i licznymi knajpkami. Urodził się tutaj Matt Pokora – francuski piosenkarz pochodzenia polskiego (jego dziadkowie wyemigrowali z Polski).

### Zabytki
- Katedra Najświętszej Marii Panny
- Petite France
- Kościół św. Tomasza z XIII-XV w.
- Kościół św. Wilhelma z XIV w.

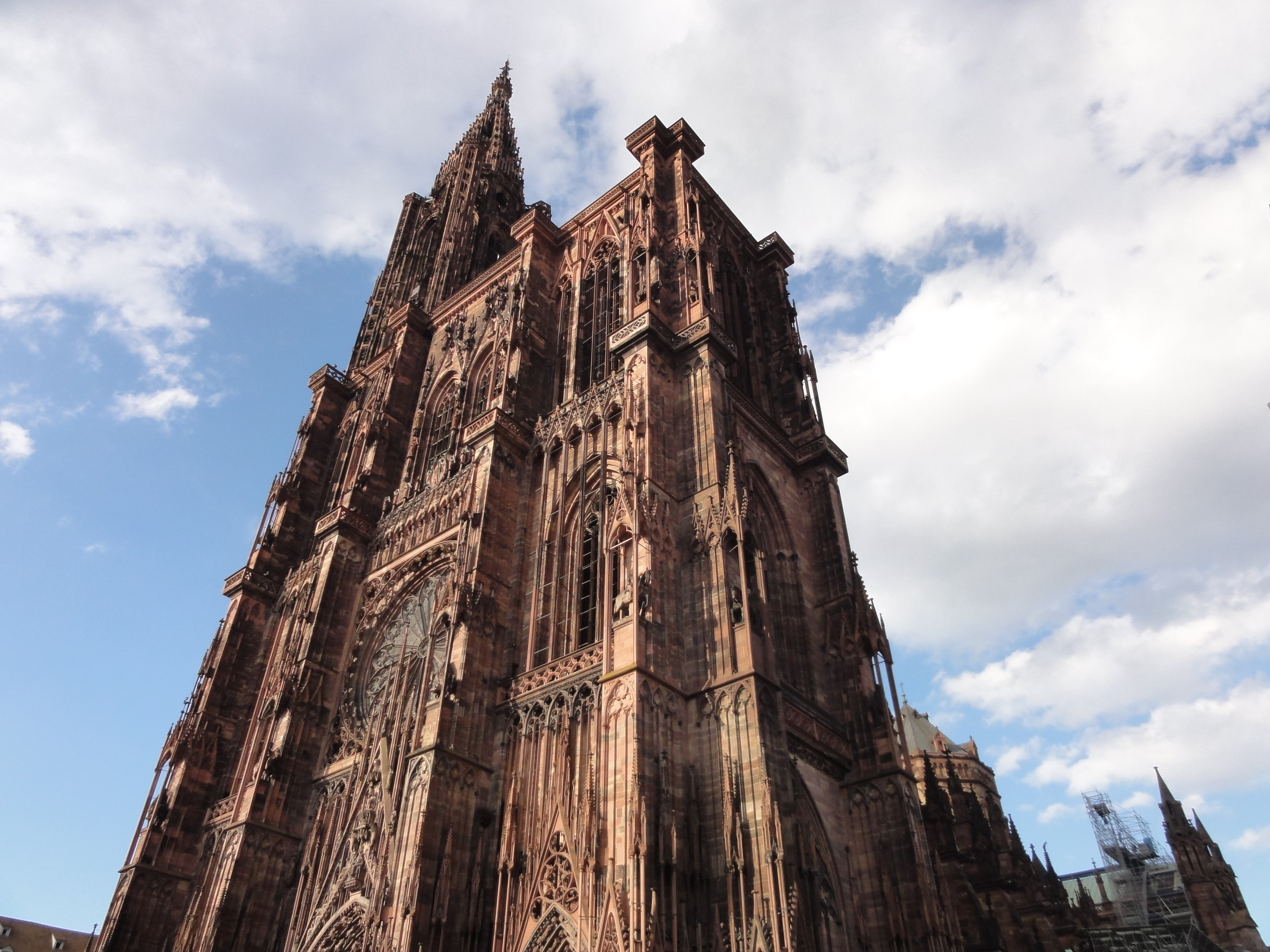
Katedra Najświętszej Marii Panny

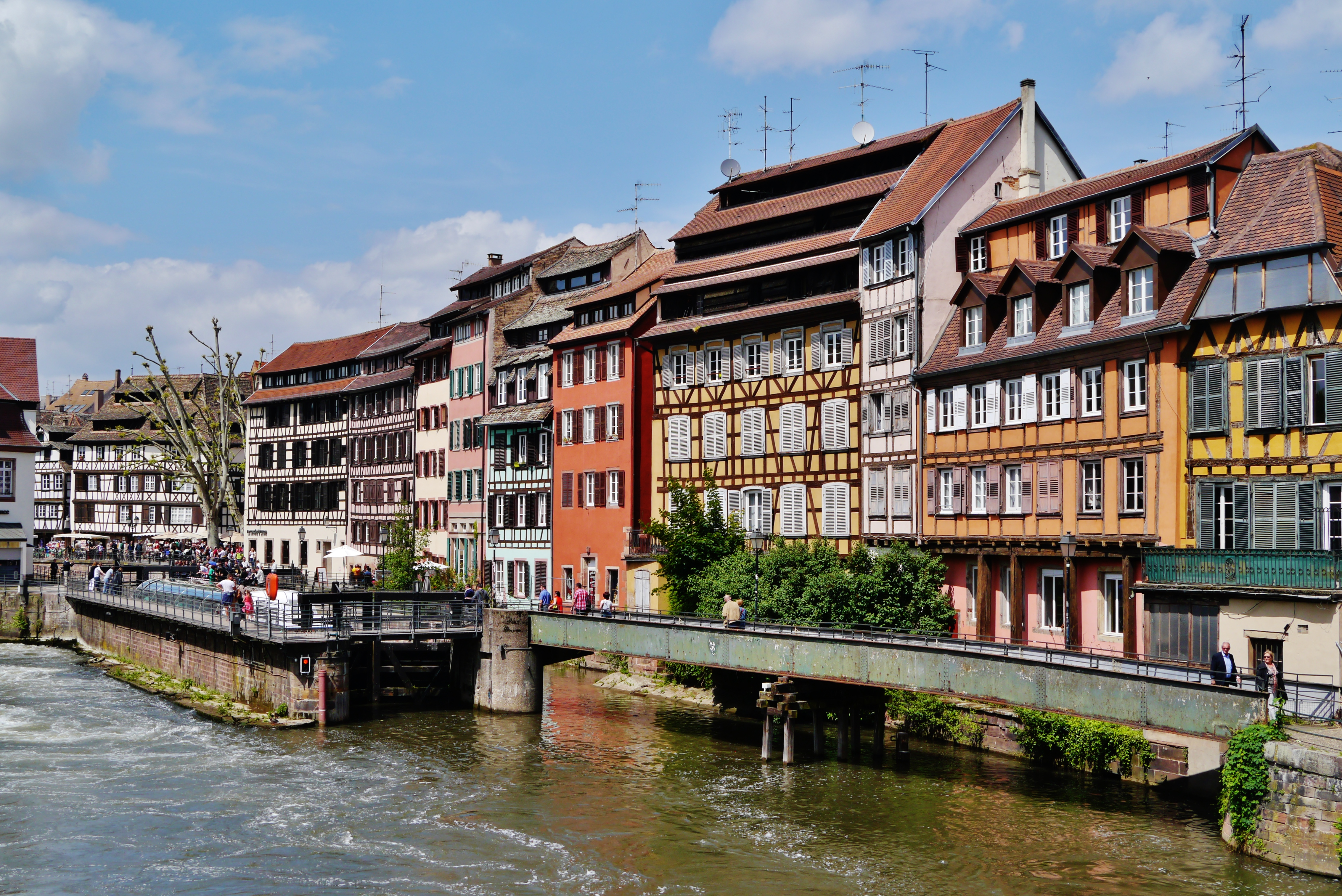
Petite France

- Kościół Młodszy św. Piotra (St. Pierre le Jeune) z XIV w.
- Kościół Starszy św. Piotra (St. Pierre le Vieux) z XV w.
- Kościół św. Stefana (Saint-Étienne) z XII w.
- Kryte mosty (Ponts couverts) z XIII w.
- Kościół św. Magdaleny z XIV-XX w.
- Kościół św. Mikołaja z XV w.
- Kamienica Kammerzell z XVI w.
- Komora celna z XV w.
- Plac Kléber z budynkiem Aubette z wnętrzami w stylu De Stijl
- Pałac Rohan z 1728 r.
- Pałac Château de Pourtalès z XVIII w.
- Pałac du Commerce z XVI w.
- Barrage Vauban z 1686 r.
- Pałac des Deux-Ponts z XVIII w.
- Pałac Hôtel des Hanau-Lichtenberg
- Kolegium Jezuitów z XVIII w.
- Prefektura z XVIII w.
- Opera z XIX w.
- Kościół św. Pawła z 1897 r.
- Palais du Rhin (Pałac Reński) z 1888 r.
- Biblioteka Uniwersytecka z 1895 r.
- Pałac Sprawiedliwości z 1897 r.
- Pałac Rady Europy z 1950 r.

## Wydarzenia
Podczas Europejskich Spotkań Młodych organizowanych przez Wspólnotę Taizé (od 28 grudnia 2013 do 1 stycznia 2014) Strasburg był centralnym miejscem modlitw (katedra, kościół św. Pawła, hale na Wacken), podczas gdy młodzi ludzie z całego świata (ponad 20 tysięcy, w tym ponad 4,5 tys. z Polski) byli goszczeni przez rodziny mieszkające w parafiach Alzacji (Francja) i regionie przygranicznym Ortenau w Badenii (Niemcy) po drugiej stronie Renu.
Od 20 maja 2014 – ze Strasburga do Brukseli podążał „Marsz po Wolność”, organizowany przez europejskich migrantów. Jest to protest przeciw osadzaniu migrantów w ośrodkach zamkniętych, deportacjom i systemowemu rasizmowi w polityce UE. W marszu szły osoby, którym brak legalnych dokumentów nie pozwalał na zgodne z prawem przemieszczanie się po UE (forma obywatelskiego nieposłuszeństwa).

## Sport

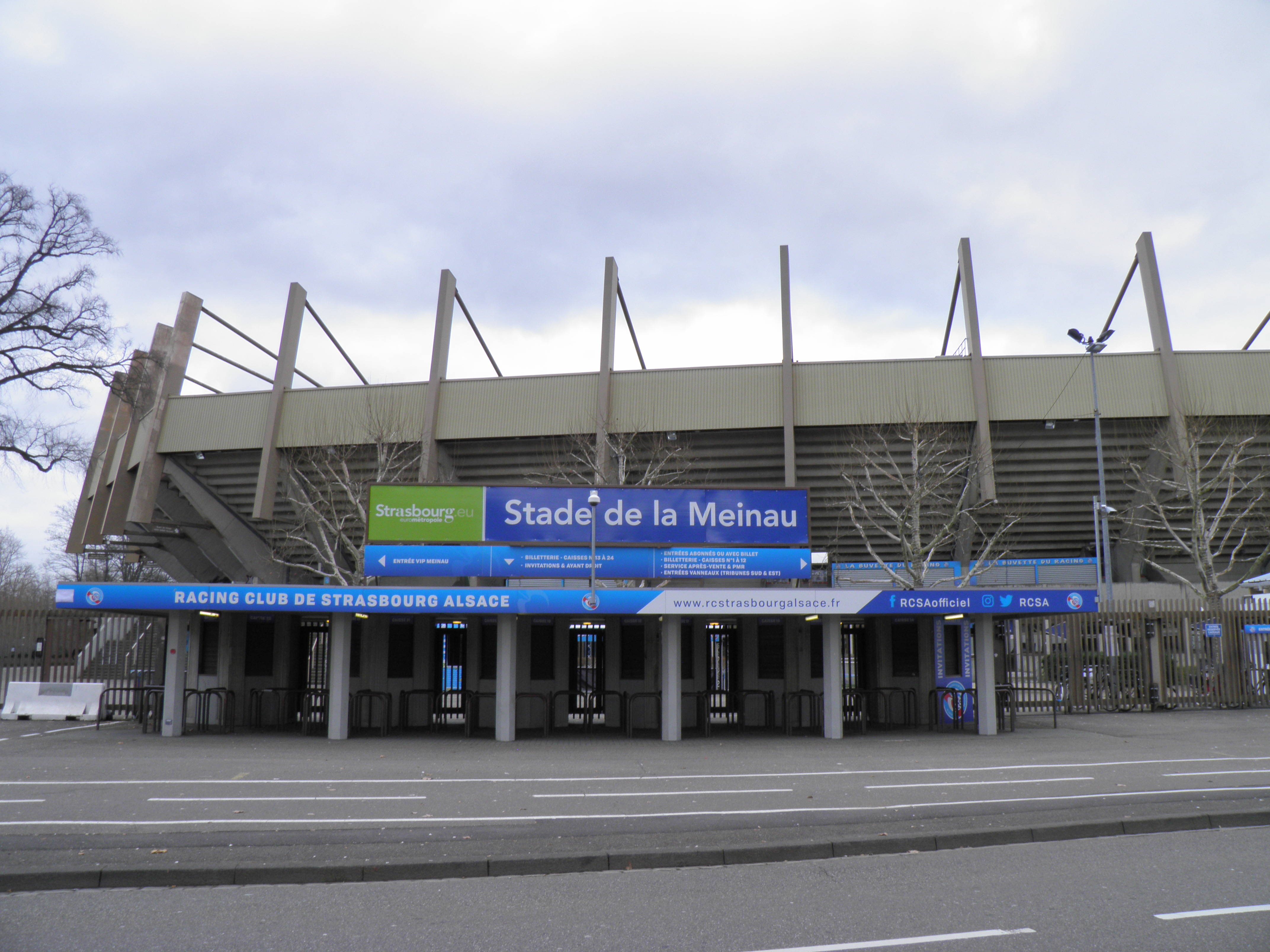
Stade de la Meinau

W Strasburgu, od 1987 roku, rozgrywany jest kobiecy turniej tenisowy, Internationaux de Strasbourg, zaliczany do rozgrywek cyklu WTA Tour.
Kluby sportowe:
- RC Strasbourg – klub piłkarski, mistrz Francji 1979
- Étoile Noire de Strasbourg – klub hokejowy
- SIG Strasbourg - klub koszykarski

## Miasta partnerskie
- Wilno (Litwa)
- Boston (Stany Zjednoczone)
- Drezno (Niemcy)
- Fez (Maroko)
- Jacmel (Haiti)
- Kraków (Polska)
- Leicester (Wielka Brytania)
- Nowogród Wielki (Rosja)
- Ramat Gan (Izrael)
- Stuttgart (Niemcy)